# Saltara
Saltara è un municipio del comune italiano di Colli al Metauro, in provincia di Pesaro e Urbino
È stato un comune autonomo fino al 31 dicembre 2016, prima di confluire con Montemaggiore al Metauro e Serrungarina nel comune di Colli al Metauro.

## Geografia fisica
Saltara è collocata su un colle a 160 m s.l.m., che domina la bassa Val Metauro. Il territorio municipale, non molto esteso, si trova a nord del fiume Metauro, chiuso tra quest'ultimo e le colline a ridosso della valle.

## Origini del nome
Un'ipotesi etimologica fa risalire il nome al termine latino Saltarius cioè guardiapascoli, sorvegliante o forestale. In alcuni atti ecclesiastici risulta, in effetti, che la terra di Saltara fosse stata messa sotto la custodia di un saltarius da cui il nome all'intero territorio.

## Storia
Durante l'epoca romana la vallata era attraversata dalla strada consolare Flaminia, la quale coincide quasi perfettamente con l'attuale tracciato della strada statale; nei pressi della località Posta Vecchia (attigua alla frazione di Calcinelli), era probabilmente situata la mutatio ad Octavo, una stazione di cambio cavalli per i convogli postali e le staffette, come confermato dall'itinerario Hierosolymitanum e dal rinvenimento di murature d'epoca romana nel 1937 (ad oggi non più visibili).
Le origini vere e proprie di Saltara vengono invece fatte risalire al periodo medioevale: il primo documento che attesta la presenza del nome "Saltara" è infatti una bolla papale di Giovanni VIII (872-882), dove viene citata Mansum Saltariae, appartenente alla Badia di San Paterniano di Fano.
Il paese vero e proprio sarebbe poi sorto, probabilmente, a partire dall'inizio del XII secolo.
Numerosi documenti confermano che già nel 1139 il Monastero di Fonte Avellana possedeva la chiesa di San Martino di Saltara (ecclesiam Sancti Martini de Exaltaria), nonostante la tradizione popolare che identifichi la chiesa in un insediamento dell'Ordine Templare, mentre al 1176 risale un atto che definisce Saltara come castello (castrum). A partire dal 1283 Saltara divenne soggetta al comune di Fano, il quale nominò un capitano a capo del castello, considerato importante avamposto difensivo della valle del Metauro. Da allora Saltara rimase legata alla città di Fano e ne seguì di conseguenza le sorti storiche, soggetta prima al dominio dei Malatesta e poi a quello dello Stato della Chiesa, direttamente dipendente da Roma nell'ambito della cosiddetta libertas ecclesiastica. Divenne infine Comune nel 1861, con l'Unità d'Italia.
Francesco Guicciardini cita Saltara nella sua Storia d'Italia, indicandola come luogo di soggiorno dell'esercito di Lorenzo de' Medici, impegnato contro il duca d'Urbino Francesco Maria I della Rovere nel 1516 (libro 13, cap. 4):
(Storia d'Italia, XIII-IV)
(Storia d'Italia, XIII-IV)

### Simboli
Lo stemma e il gonfalone di Saltara erano stati concessi con decreto del presidente della Repubblica dell'8 febbraio 1973.
Il drago è presente sui sigilli della comunità fin dal XVII secolo e sembra rifarsi alla leggenda secondo cui l'etimologia del nome di Saltara deriverebbe dal latino Saltus arae a ricordo di un altare (ara) innalzato dagli abitanti sulla collina di San Martino, su cui venivano offerti sacrifici per placare la furia di un dragone che viveva in quella regione boscosa (saltus).
Il gonfalone era costituito da un drappo di verde.

## Monumenti e luoghi d'interesse

### Il castello
Di Saltara sono ancora ben conservate le mura del castello con l'imponente scalinata d'accesso al centro storico dove si trovano gli antichi mercati coperti, una via coperta a portico adibita per ospitare il mercato dal 1489, per concessione dei signori Malatesta. Tra gli edifici del castello si possono notare il Palazzo comunale e la Torre civica che reca sulla facciata frammenti dello stemma Malatestiano con il dragone alato, emblema di Saltara.

### Architetture religiose
Delle 40 chiese che un tempo esistevano in questo paese, le più interessanti oggi sono:
- Ex chiesa della Fonte, secondo una lapide che ricorda l'anno del restauro, 1595, fu dedicata alla "Divina Maria delle Grazie sulla Fonte", è anche conosciuta come chiesa del Santissimo Sacramento perché antica sede dell'omonima confraternita. All'interno si trovano importanti affreschi di Giovanni Antonio di Bellinzoni da Pesaro raffiguranti la Madonna della Misericordia e la Madonna in trono, risalenti al 1470 ed una tela di scuola Baroccesca del XVII secolo, rappresentante l'Ultima Cena.
- Santuario della Madonna della Villa con un'imponente gradinata e parapetto, realizzata nel 1790 per ospitare una preziosa tavola del Sebastiano Ceccarini, la Madonna del Rosario del 1760. L'interno della chiesa a pianta ottagonale custodisce ancora un pregevole organo d'epoca.
- Chiesa parrocchiale di San Pier Celestino conserva una tela della scuola del Barocci raffigurante San Sebastiano, patrono di Saltara.
- Convento di San Francesco in Rovereto, fu uno dei primi conventi francescani delle Marche, edificato nel 1215, oggi è utilizzato per ritiri spirituali e incontri culturali. La chiesa riedificata nel 1434 in stile tardogotico è ricoperta da preziosi affreschi: una Crocifissione della metà del XIV secolo attribuita ad Allegretto Nunzi, un altre Crocifissione datata al 1436 opera del Giovanni Antonio Bellinzoni.

Territorio dell'ex comune di Saltara nella provincia di Pesaro e Urbino

## Società

### Evoluzione demografica
Abitanti censiti

### Etnie e minoranze straniere
Secondo i dati ISTAT al 1º gennaio 2017 la popolazione straniera residente era di 656 persone e rappresentava il 9,4% della popolazione residente. Invece le comunità straniere più numerose (con percentuale sul totale della popolazione straniera) erano:
1. Albania, 252 (38,41%)
2. Romania, 75 (11,43%)
3. Marocco, 72 (10,98%)
4. Tunisia, 42 (6,40%)
5. Moldavia, 31 (4,73%)
6. Senegal, 28 (4,27%)

## Cultura

### Musei
- Villa del Balì – Museo interattivo della scienza e planetario. Costruita adiacente ad una cappella dedicata a San Martino, esistente prima dell'anno mille, fu proprietà del vescovo di Fano già dal 1165 che la dotò di quattro torrette per l'osservazione della volta celeste, la villa assunse l'attuale aspetto solo XVIII secolo a seguito di numerose ristrutturazioni e rimaneggiamenti. Presenta una facciata lineare scandita da finestre profilate in pietra e una scalinata d'accesso al piano nobile a doppia rampa e ospita oggi uno dei più prestigiosi planetari nazionali, un'esposizione con più di trenta postazioni fisse interattive che permettono al visitatore di sperimentare diversi fenomeni naturali, un centro congressi e diversi altri servizi.

### Eventi
- Torneo di scacchi San Sebastiano Alfiere – 20 gennaio;
- Processione del Cristo morto: processione storico-religiosa tramandata dal medioevo e ripristinata nel 1847 – Venerdì Santo;
- Saltarua - Musica in strada – luglio;
- Saltariadi: Festa dei quartieri di Saltara – luglio/agosto;

## Economia
Saltara ebbe grande importanza per i suoi mercati e le sue fiere sin dal tardo Medioevo, da quando nel 1449 il loro signore, Novello Malatesta, concesse al castello di avere il suo mercato settimanale. Le fiere-mercato erano di forte richiamo fino al 1955 – 1960, periodo in cui le antiche attività agricole su cui faceva perno l'economia di Saltara e di tutta la zona furono soppiantate dalle industrie sorte nella frazione di Calcinelli e nel quartiere di Postavecchia.
Prima dell'industrializzazione della zona, a Saltara si erano sviluppate due importanti attività come la produzione di corde di canapa, presente fino al dopo guerra e di cappelli dalla fine del XIX secolo fino agli anni 1930;  oggi resta solo un piccolo negozio e una via dei cappellai a ricordo di questa importante produzione.
Il territorio di Saltara come altre aree della Valle del Metauro dagli anni 1960 ha conosciuto un notevole sviluppo industriale, economico ed edilizio tuttora in atto. La frazione di Calcinelli posta in pianura, lungo la via Flaminia, ha beneficiato di questa espansione trasformandosi in pochi decenni da piccolo borgo rurale ad importante centro di produzioni industriali. Negli ultimi anni l'intensa attività edilizia ha quasi portato alla fusione tra le frazioni ed il capoluogo, unendo aree del municipio che da secoli sono sempre state culturalmente e socialmente divise.

## Amministrazione
| Periodo        | Periodo          | Primo cittadino   | Partito                                                       | Carica  | Note   |
| -------------- | ---------------- | ----------------- | ------------------------------------------------------------- | ------- | ------ |
| 22 giugno 1985 | 26 maggio 1990   | Ermes Cappellini  | Partito Socialista Italiano                                   | Sindaco | [ 10 ] |
| 27 maggio 1990 | 23 aprile 1995   | Claudio Uguccioni | Partito Comunista Italiano Partito Democratico della Sinistra | Sindaco | [ 10 ] |
| 24 aprile 1995 | 13 giugno 1999   | Claudio Uguccioni | Lista civica                                                  | Sindaco | [ 10 ] |
| 14 giugno 1999 | 12 giugno 2004   | Claudio Uguccioni | Lista civica                                                  | Sindaco | [ 10 ] |
| 13 giugno 2004 | 7 giugno 2009    | Tullio Renzoni    | Lista civica                                                  | Sindaco | [ 10 ] |
| 8 giugno 2009  | 25 maggio 2014   | Fabio Cicoli      | Lista civica                                                  | Sindaco | [ 10 ] |
| 26 maggio 2014 | 31 dicembre 2016 | Claudio Uguccioni | Lista civica                                                  | Sindaco | [ 10 ] |

### Gemellaggi
- Police nad Metují
- Bietigheim
- Caumont-sur-Durance

## Sport
Lo sport più antico praticato a Saltara è il gioco del pallone col bracciale, molto in voga fino agli anni 1930 ma che dal dopoguerra venne totalmente dimenticato. Vantano una lunga tradizione il ciclismo, il calcio, la pesca, la caccia, la pallavolo e il gioco delle bocce.
Il gruppo podistico nel 2010 ha già partecipato a diverse maratone tra cui Roma, Firenze e due edizioni della Collemarathon. Riguardo all'attività ciclistica, la Polisportiva Omicioli venne fondata nel 1923, mentre la prima gara risale al 1926. Da allora sono state organizzati a Saltara numerosi campionati nazionali di diverse categorie e gare d'importanza nazionale ed internazionale fino a giungere alla Settimana tricolore (2003), alla 5ª tappa della Tirreno-Adriatico (2005) e alla 5ª tappa Cesena-Saltara dell'89º Giro d'Italia (2006).
La squadra di calcio locale è la Nuova Real Metauro che gioca nel girone A di Promozione e rappresenta anche il comune di Cartoceto visto che la Nuova Real Metauro è frutto di un'unione tra Lucrezia calcio di Cartoceto e Calcinelli calcio di Saltara.